# 曲壳蜗牛
曲壳蜗牛（学名：Opisthostoma vermiculum），又名百轉蝸牛，是芝麻蝸牛科之下的一個有口蓋的微小陸生蝸牛物种，屬於一類陸生腹足纲软体动物。

## 分佈及棲息地
本物種是马来西亚的特有種，目前只見於霹靂州怡保的崑崙喇叭牧區，其天然棲息地為熱帶石灰岩接縫。

## 形態描述
本物種的螺殼具有四個不同的繞線軸，這在腹足纲所有現生種來說已知是最多。螺殼的螺層三度脫落，並在沒有任何支撐的情況下兩度重新連接到前一層螺層。脫落的螺層環繞另外三個次要螺軸，而不是螺殼的主要螺軸。當本物種發現之時，在發現地搜集了38個樣本，而這些樣本間的螺殼在外形上差異很少，並且均有上述三度脫落及兩度重新連接的特徵。不過本物種的體型極為微小，具體大小為1.5（0.059英寸）高、0.9（0.035英寸）寬。
曲壳蜗牛於2008年獲亞利桑那州立大學的物种考察国际研究所（International Institute for Species Exploration）及一個由生物分类学家組成的委員會選為「10大惊奇物种」之一。

## 保育
如同其他同屬物種，發現本物種的地方為石灰岩喀斯特地形；而發現當地亦有相當數量的採礦活動，使本物種的棲息地受到破壞，從而令本物種變得更瀕危。

## 語源
本物種的種加詞vermiculum源於拉丁文，意思就是「似蟲的樣子」。

## 外部連結
- . A Snail's Eye View. 2008-01-31  [2020-03-04]. （原始内容存档于2020-03-04） （英语）.